# Огледало грађанина Покорног
„Огледало грађанина Покорног” је југословенска телевизијска серија снимљена 1964. године у продукцији Телевизије Београд.

## Епизоде
| Сезона | Епизода | Назив | Датум              |
| ------ | ------- | ----- | ------------------ |
| 1      | 1       | /     | 1. фебруара 1964.  |
| 1      | 2       | /     | 8. фебруара 1964.  |
| 1      | 3       | /     | 15. фебруара 1964. |
| 1      | 4       | /     | 22. фебруара 1964. |
| 1      | 5       | /     | 29. фебруара 1964. |
| 1      | 6       | /     | 14. марта 1964.    |
| 1      | 7       | /     | 21. марта 1964.    |
| 1      | 8       | /     | 28. марта 1964.    |
| 1      | 9       | /     | 4. априла 1964.    |
| 1      | 10      | /     | 11. априла 1964.   |

## Улоге
| Глумац                  | Улога                               |
| ----------------------- | ----------------------------------- |
| Мија Алексић            | Цуле Покорни (10 еп. 1964)          |
| Јовиша Војиновић        | Цулетов отац (10 еп. 1964)          |
| Олга Ивановић           | Цулетова мајка (10 еп. 1964)        |
| Бранко Ђорђевић         | Цулетов дедица (10 еп. 1964)        |
| Ђокица Милаковић        | Медени (10 еп. 1964)                |
| Љуба Тадић              | Амазонац (10 еп. 1964)              |
| Вера Ђукић              | Једна од преткиња (10 еп. 1964)     |
| Жељка Рајнер            | Једна од преткиња (10 еп. 1964)     |
| Александар Стојковић    | Један од предака (10 еп. 1964)      |
| Душан Крцун Ђорђевић    | Један од предака (10 еп. 1964)      |
| Михајло Бата Паскаљевић | Један од предака (10 еп. 1964)      |
| Радмило Ћурчић          | Један од предака (10 еп. 1964)      |
| Бранка Митић            | Цулетова супруга Олга (10 еп. 1964) |
| Михајло Викторовић      | Цулетов директор (10 еп. 1964)      |
| Љубомир Дидић           | Службеник у предузећу (10 еп. 1964) |
| Миодраг Поповић Деба    | Милиционер Миле (10 еп. 1964)       |
| Даница Аћимац           | Мира (10 еп. 1964)                  |
| Зоран Лонгиновић        | (10 еп. 1964)                       |
| Марија Милутиновић      | Солитерка (10 еп. 1964)             |
| Жарко Митровић          | (10 еп. 1964)                       |
| Милан Панић             | (10 еп. 1964)                       |

Комплетна ТВ екипа ▼
| Редитељ                   | Радивоје Лола Ђукић | (10 еп. 1964)                       |
| Сценариста                | Радивоје Лола Ђукић | (10 еп. 1964)                       |
| Композитор                | Мирко Шоуц          | (10 еп. 1964)                       |
| Директор фотографије      | Никола Ђоновић      | (10 еп. 1964)                       |
| Директор фотографије      | Војислав Лукић      | (10 еп. 1964)                       |
| Монтажер                  | Миланка Нановић     | (10 еп. 1964)                       |
| Сценограф                 | Драгољуб Лазаревић  | (10 еп. 1964)                       |
| Костимограф               | Јелисавета Гобецки  | (10 еп. 1964)                       |
| Помоћник режије           | Арса Милошевић      | помоћник редитеља (10 еп. 1964)     |
| Одсек за камеру и расвету | Братислав Грбић     | пратилац камере (10 еп. 1964)       |
| Музички одсек             | Мија Алексић        | Певач: насловна песма (10 еп. 1964) |
| Остала екипа              | Нада Петернек       | секретар режије (10 еп. 1964)       |